# Copa (montaña)
Copa es una montaña en la Cordillera Blanca dentro del parque nacional Huascarán en los Andes de Perú, que alcanza su mayor elevación a los 6190 metros. Se encuentra ubicada en la Región Ancash haciendo de límite natural entre las provincias de Asunción y Carhuaz.

## Historia
El primer ascenso a la cima fue llevado a cabo por los montañistas Hein y Schneider en 1932. Varias comunidades campesinas cercanas fueron establecidas durante la reforma agraria de la década de 1970. Desde 1975, el nevado Copa al igual que el resto de la Cordillera Blanca, está protegido dentro del parque nacional Huascarán.

## Geografía
Copa tiene una forma de tipo meseta, que asciende desde los 5200 metros hasta la cima en 6190 metros. Parte del sector oeste tiene grietas profundas en el hielo. Además del montañismo, es también posible la práctica del esquí.
A 4705 m de elevación se encuentra el Lago Lejiacocha, de aguas verde-azuladas.
La comunidad campesina Siete Imperios, situada a 3300 metros de elevación en el monte Copa, cuenta con los deshielos del nevado para sus actividades agropecuarias durante la época seca. El cambio climático y el consecuente retroceso del glaciar de Copa han disminuido la cantidad de agua disponible.